# Hiéroglyphe égyptien A59
Le hiéroglyphe égyptien A59 (homme debout menaçant avec un bâton), est classifié dans la section A « L'Homme et ses occupations » de la liste de Gardiner ; il y est noté A59.

## Représentation
Il représente un homme debout, tenant de la main droite un bâton qu'il lève dans son dos en signe de menace.

## Utilisation
| s | Hr · r | A59 |

| s | Hr · r | A59 |

| r | H | w | A59 | A59 |

| r | H | w | A59 | A59 |

| A25 |

| A25 |

(homme debout frappant de la main droite avec un bâton).